# Torsten Johansson (fotbollsspelare)
Torsten Henning Johansson, född 17 januari 1906 i Norrköping, död 8 januari 1989 i Biskopsgårdens församling, Göteborg, var en svensk fotbollsspelare (vänsterhalv).
Johansson, som under sin klubbkarriär tillhörde IFK Norrköping, spelade under åren 1926–1936 sammanlagt 14 landskamper på vilka han gjorde tre mål. Han var uttagen i den svenska truppen till OS 1936. Här spelade han i matchen mot Japan som medförde ett av svensk fotbolls största bakslag i historien i och med den oväntade 3–2-förlusten. Resultatet innebar att OS var över för Sveriges del – efter en spelad match.
Johansson tilldelades Stora grabbars märke 1928.